# Dandsandardschaa Chiid
Dandsandardschaa Chiid (mongolisch Данзандаржаа хийд) ist ein buddhistisches Kloster in der Provinz Chöwsgöl-Aimag im Norden der Mongolei. Chiid ist das mongolische Wort für „Kloster“.

## Lage
Das Kloster Dandsandardschaa Chiid befindet sich am westlichen Rand der Stadt Mörön, die 1283 m. ü. d. M. liegt, an der Straße zum Flughafen.

## Geschichte
Die Stadt Mörön war im 19. Jahrhundert ein bedeutendes religiöses Zentrum im Norden der Mongolei. Das Kloster Dandsandardschaa Chiid wurde um 1890 gegründet und hieß ursprünglich Möröngiin Churee. Hier lebten bis zu 2500 Mönche, und das Kloster war u. a. für seine Tsam-Tänze berühmt.
1937 wurde Dandsandardschaa Chiid während des stalinistischen Terrors in der Mongolei zerstört. Nach dem Ende der Mongolischen Volksrepublik 1989 begann unverzüglich der Wiederaufbau. Die Wiedereröffnung des Klosters fand bereits im Juni 1990 statt, und die Klosteranlage, in der zurzeit 40 Mönche leben, wird laufend erweitert.

## Anlage und Gebäude
Das im Vergleich zu anderen Klosteranlagen der Mongolei relativ große Klosterareal befindet sich auf ebenem Gelände am westlichen Stadtrand. Die am Eingang errichteten Stupas sind weithin sichtbar. In der Mitte der Anlage steht der von den Einwohnern der Stadt stark frequentierte Tempel, in dem die im tibetischen Buddhismus üblichen Zeremonien täglich abgehalten werden, und der – im Gegensatz zu anderen Tempeln der Mongolei – von Blumenbeeten umgeben ist. Unweit davon wurden in verschiedenen Baustilen Unterkünfte für die Mönche sowie mehrere Nebengebäude errichtet. Auf dem Gelände des Klosters wurden bereits zahlreiche hohe Stupas fertiggestellt, und mehrere weitere sind zurzeit noch im Bau – hieraus lässt sich die besondere Bedeutung des Klosters ermessen. Südlich des Tempels wurde ebenfalls eine große, bereits von weitem sichtbare Buddhastatue errichtet.

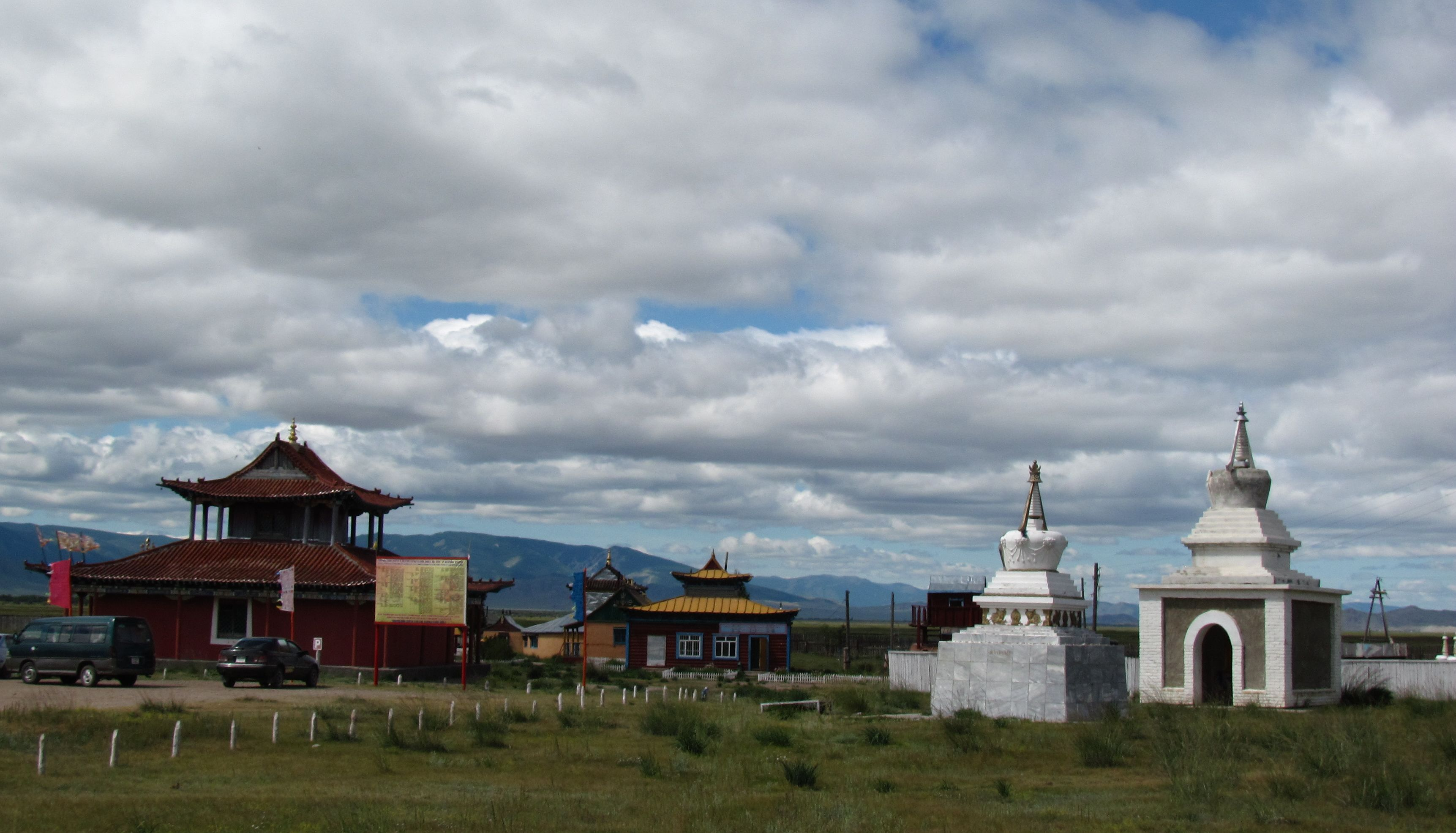
Teilansicht des Klosterareals
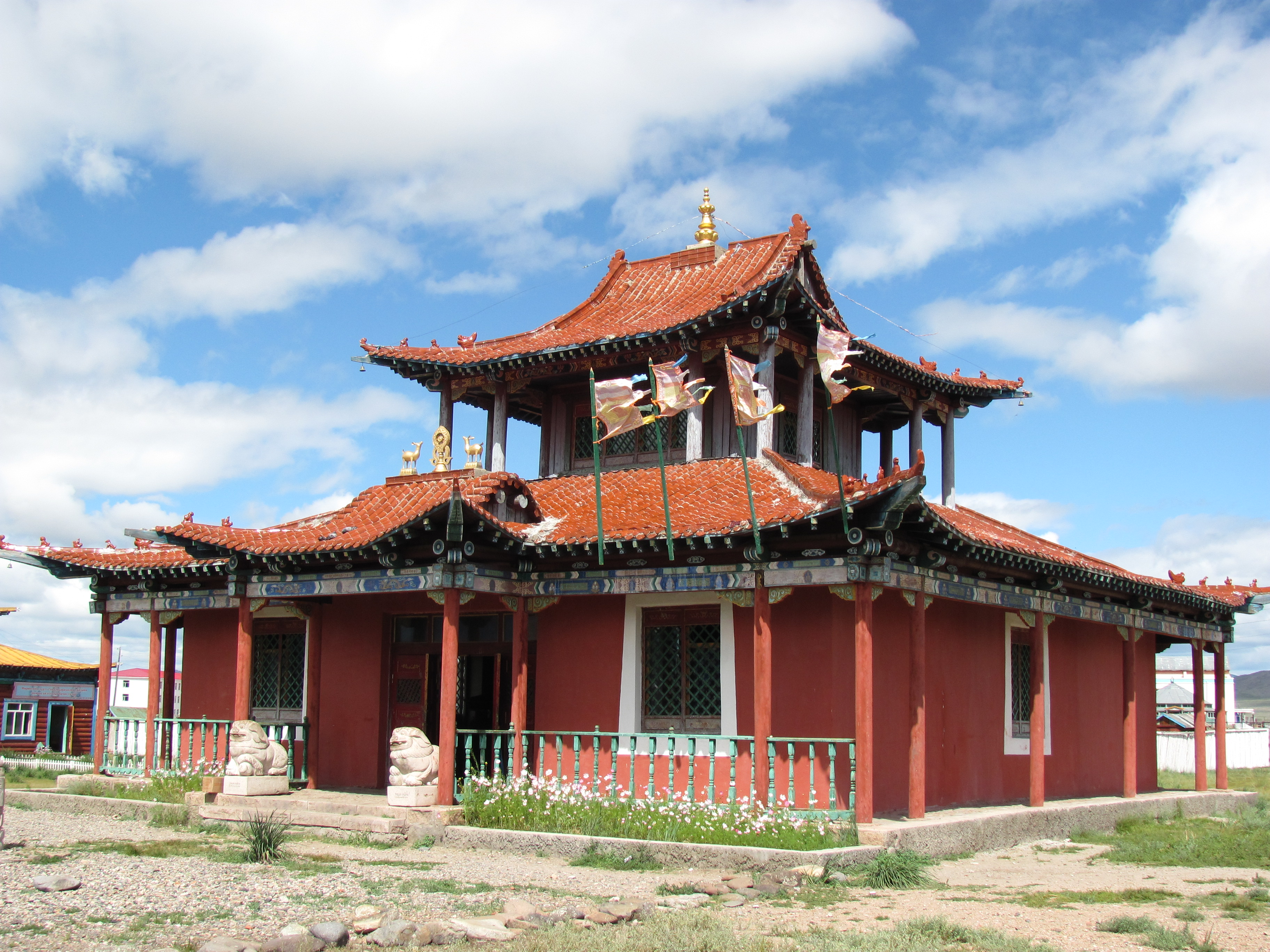
Tempel
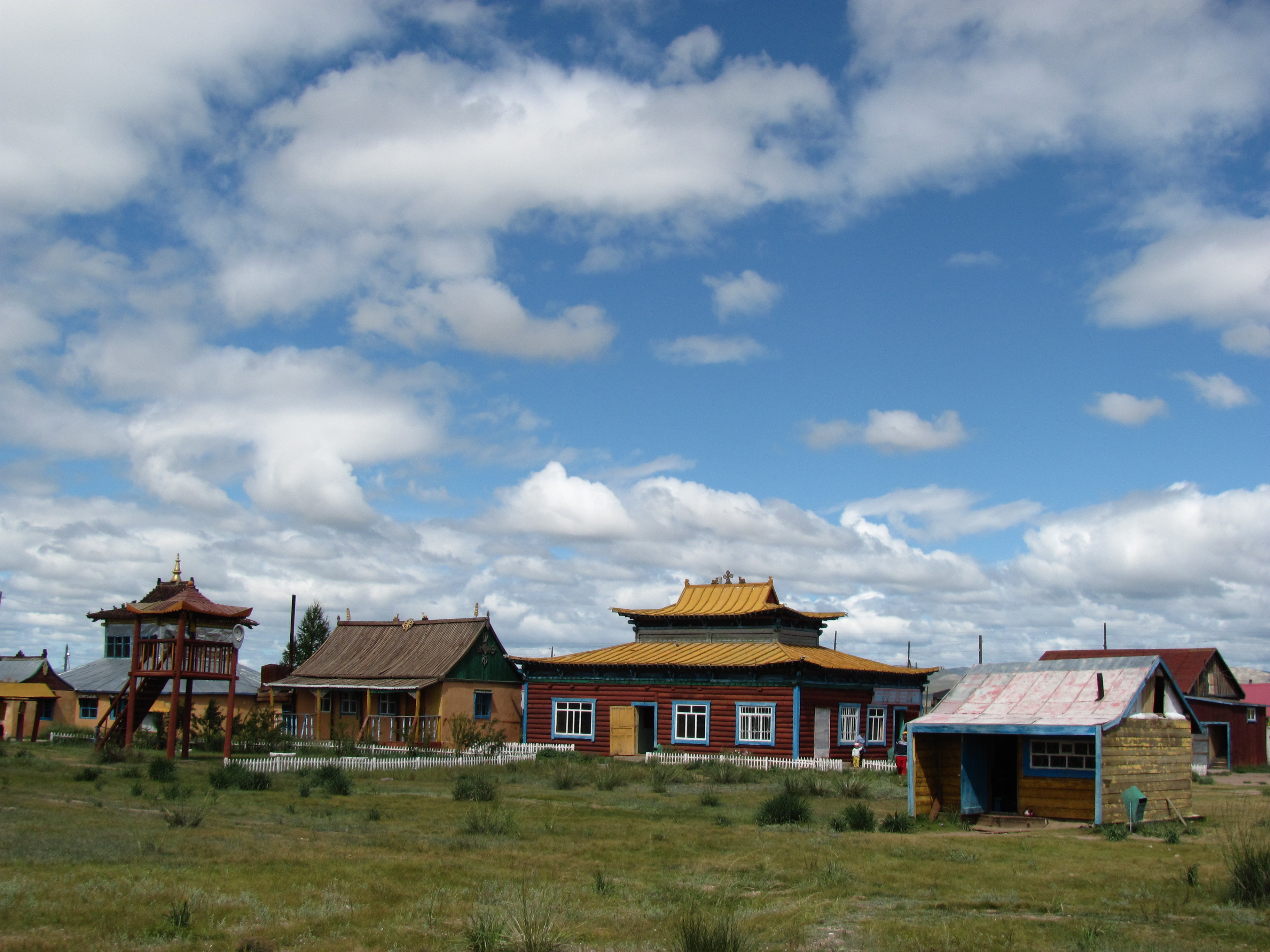
Nebengebäude
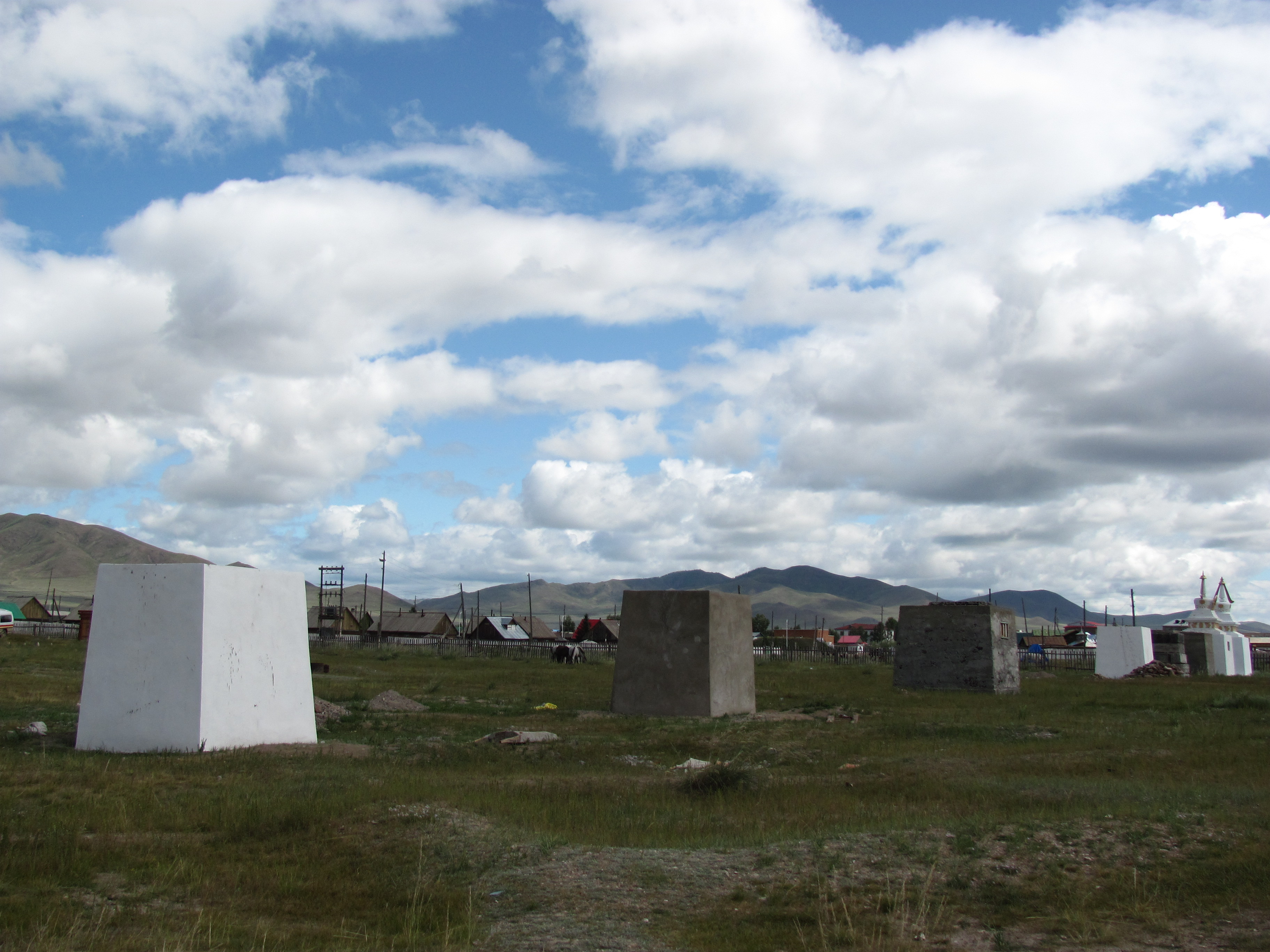
Im Bau befindliche Stupas
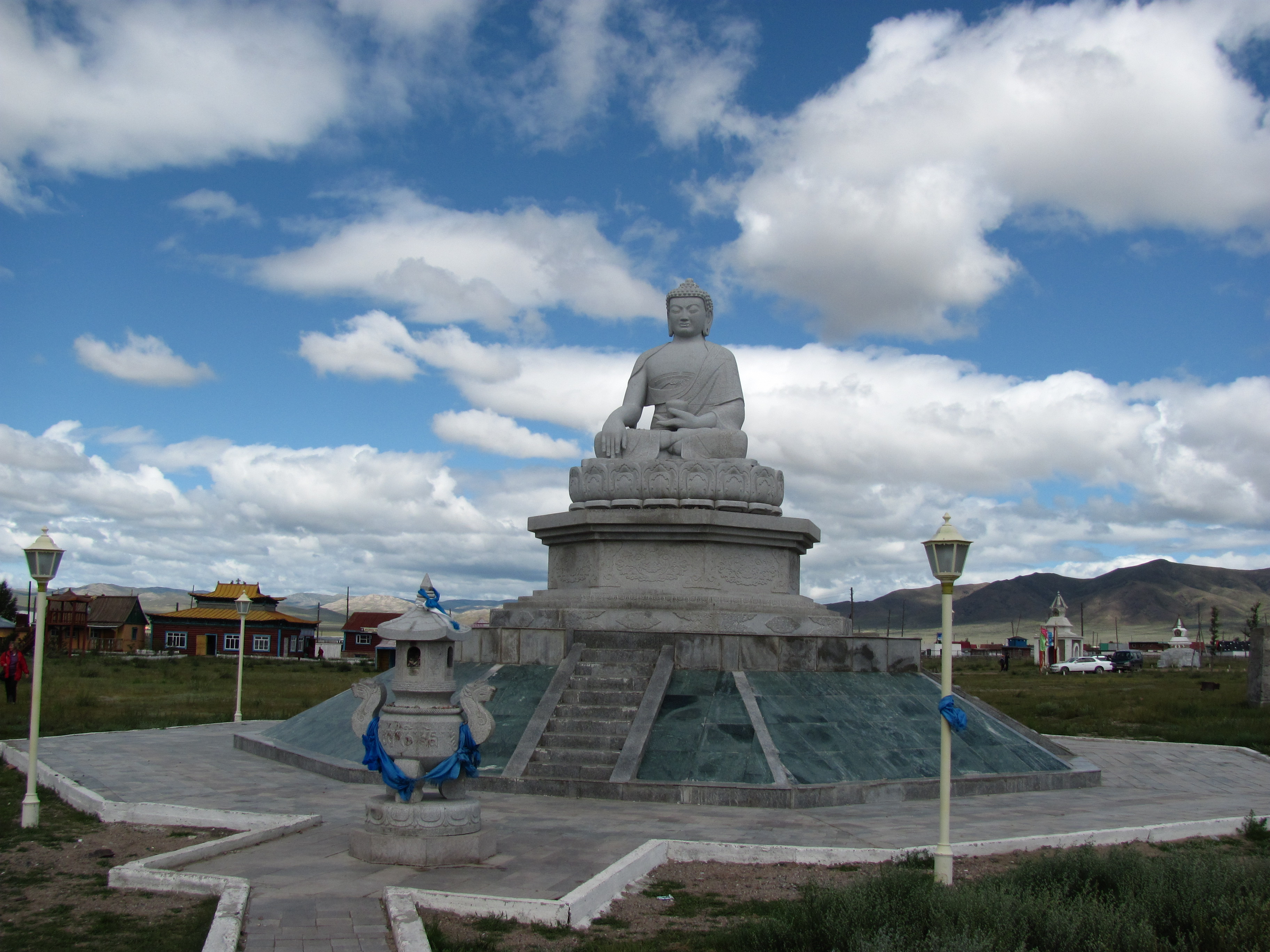
Buddhastatue